# Каменные кольца

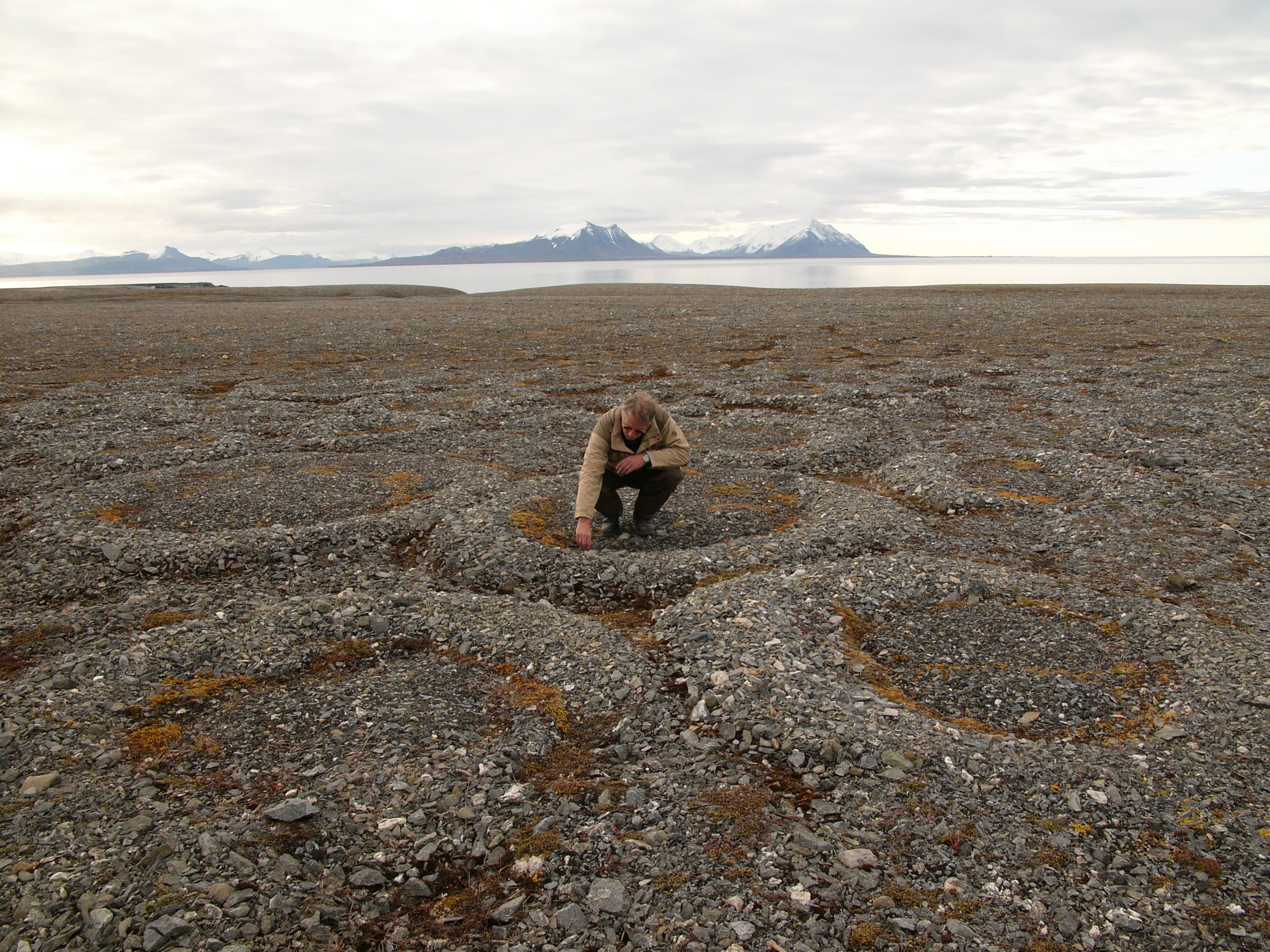
Каменные кольца на Шпицбергене

Каменные кольца — один из видов полигональных грунтов. Бордюры из мелких каменных обломков и щебня, расположенные вокруг округлого или многогранного мелкоземистого вспученного участка от 0,1 до 3 метров в поперечнике.

## Область распространения
Каменные кольца встречаются в районах, где происходит продолжительное и глубокое промерзание почвогрунтов. Это зона многолетней мерзлоты, субарктический пояс и высокие плоскогорья.

## Формирование
При замерзании насыщенного влагой грунта, твёрдые обломки выталкиваются на поверхность и концентрируются вдоль трещин на поверхности, формируя бордюры. Мелкие частицы грунта остаются в центре колец.
Внутреннее пространство каменных колец, представляющее небольшую горку, прогреваемую полярным солнцем, порой является излюбленным местом для произрастания мхов, иногда — вместе с кустиками брусники или морошки. Осенью, каменные кольца весьма живописны, напоминая садовые клумбы искусственного происхождения.